# Ciclone (banda)
Ciclone foi uma boy band brasileira, surgida em 1985. Durante o seu curto período em atividade conseguiu emplacar uma música de sucesso nas rádios brasileiras, a faixa "Tipo One Way", que chegou a fazer parte da trilha sonora da novela A Gata Comeu, da TV Globo.
A história do grupo Ciclone começou como uma criação do produtor Ribeiro José Francisco em parceria com a gravadora PolyGram e sua empresa Ribeiro & Associados, que, cerca de um ano antes de sua estreia, publicou anúncios em vários jornais em busca de jovens rapazes, com idades entre 11 e 17 anos, que tivessem algum talento artístico. Essa busca atraiu um impressionante total de 350 candidatos. No entanto, após uma série de seleções, apenas 70 deles passaram para a fase final, que envolveu testes rigorosos de canto, dança e fotogenia.
Após mais uma rodada de avaliações, três candidatos se destacaram e foram escolhidos para fazer parte do grupo Ciclone: Eduardo José Castro Perdigão, com 16 anos de idade; Coimbra Costa de Farias, também com 16 anos; e Sérgio Luis da Silva Soares, que tinha 17 anos na época. Além disso, para aprimorar a coreografia do grupo, dois outros rapazes foram selecionados: Marcelo Lopes Merlim, com 16 anos, e Ricardo Russo Calixto, também com 16 anos. Os integrantes Ricardo e Marcelo já compartilhavam uma conexão prévia, tendo estudado juntos e até mesmo formado um conjunto em Jacarepaguá.
O nome "Ciclone" foi escolhido por Armando Pitiglianni, da gravadora PolyGram, dando assim uma identidade ao grupo. Em entrevista, o produtor do grupo, Ribeiro José Francisco, afirmou que o nome faz alusão aos muitos movimentos que o grupo fazia em suas coreografias.
Antes de sua estreia, os cinco integrantes do grupo, Ricardo, Coimbra, Sergio, Marcelo e Eduardo, passaram por rigorosas aulas de dança, coreografia, expressão corporal, desenvolvimento no palco e postura que foram ministradas pelo ator Jorge Lafond. Além disso, adotaram um visual moderno que contribuiu para sua imagem única. As aulas de canto e dança foram ministradas por Olga Maria Schroeter, uma especialista no campo.
O grupo firmou um contrato de cinco anos com a Ricardo & Associados, a empresa previamente mencionada. Esse contrato proporcionava aos integrantes três fontes de receita distintas: uma ajuda de custo mensal, uma parcela de 8% a 9% dos royalties dos discos lançados e contratos para apresentações ao vivo e merchandising.
A ascensão do Ciclone foi impulsionada pelo apadrinhamento do famoso apresentador Chacrinha, que lhes deu a oportunidade de estrear no seu programa de televisão. Ao mesmo tempo, o videoclipe de estreia marcou seu início no cenário musical brasileiro, sendo lançado no programa Fantástico, da TV Globo.
O primeiro compacto simples do grupo com as músicas "Tipo One Way" (do lado A) e "A Todo Vapor" (como lado B), teve tiragem inicial de 5 mil cópias. Em apenas dois meses vendeu 50 mil exemplares no Brasil. O compacto foi o 8º disco mais vendido no Brasil em 1985, de acordo com a Nopem. A faixa "Tipo One Way" integrou a trilha sonora, da telenovela A Gata Comeu, da TV Globo, como tema da personagem Babi, interpretada por Mayara Magri. O segundo single, "Delícia", foi incluído na lista de faixas do primeiro álbum de estúdio da cantora e apresentadora Xuxa, intitulado Xuxa e Seus Amigos.
O grupo lançou apenas um álbum (Delicia) e encerrou suas atividades no ano de seu lançamento.

## Discografia

### Álbuns de estúdio
| Ano | Título  | Dados                                                  | Faixas | Notas |
| --- | ------- | ------------------------------------------------------ | --- | --- |
| 1985 | Delicia | - Lançamento: 1985 - Formatos: LP - Gravadora: Polydor | \| Faixas do álbum[20] \| \| ---------------------------------------------------------------------------------------------------------------------------------------------------------------------------------------------------------- \| \| 1. Vem Que A Hora É Boa 2. Delícia 3. Gatinha Carente 4. Pede Mais 5. Secretária Eletrônica 6. A Todo Vapor 7. Só O Amor Constroi 8. Honolulu 9. Dança Comigo 10. Tipo One Way 11. Inflamável (Easy Lover) \| | - Primeiro e único álbum do grupo. A produção contou com profissionais renomados, tais como Jaime Além, Ricardo Villas, Ricardo Cristaidi e Joe Euthanazia. As letras falam de sexo com naturalidade, e exaltam a boa vida sem compromissos dos adolescentes. A sonoridade aposta no pop rock executado com uma linguagem bem adolescente e ousada. |
| Faixas do álbum |         |                                                        | | |
| 1. Vem Que A Hora É Boa 2. Delícia 3. Gatinha Carente 4. Pede Mais 5. Secretária Eletrônica 6. A Todo Vapor 7. Só O Amor Constroi 8. Honolulu 9. Dança Comigo 10. Tipo One Way 11. Inflamável (Easy Lover) |         |                                                        | | |

### Singles
| Ano  | Título         | Álbum   |
| ---- | -------------- | ------- |
| 1985 | "Tipo One Way" | Delícia |
| 1985 | "Delicia"      | Delícia |